# Onthophagus pavidus
Onthophagus pavidus là một loài bọ cánh cứng trong họ Bọ hung (Scarabaeidae).